# المؤلف الضمني
المؤلف الضمني، هو مفهوم في النقد الأدبي تطور في القرن العشرين. ويختلف عن المؤلف والراوي، إذ يشير إلى «الشخصية المؤلفة» التي يستنتجها القارئ من النص بناءً على أسلوبية العمل الأدبي. وبتعبير آخر، فالمؤلف الضمني هو بناء صورة الكاتب التي من قِبل القارئ بناء على النص.وقد يتطابق المؤلف الضمني مع نوايا المؤلف المعلنة أو سمات الشخصية المعروفة وقد لا يتطابق.
يمكن أن تُعزى جميع جوانب النص إلى تكوين المؤلف الضمني، إذ يمكن أن يُقرأ كل عنصر من النص على أن له معنى، فحتى لو كان المؤلف الحقيقي مجرد إيماءة أو كان العنصر النصي «غير مقصود». فيمكن أن يُنسب موضوع القصة أو تبعاتها إلى المؤلف الضمني حتى لو تنصل المؤلف الحقيقي. فعلى سبيل المثال لا الحصر، حينما أعربت المؤلفة «الحقيقية» جيه كيه رولينغ عن تضامنها مع مجتمع المثليين، قيل أن المؤلف الضمني لكتاب Fantastic Beasts and Where to Find Them لا ينقل هذا التضامن، لأن أحد شخصيات الرواية كان شاذاً، كونه يشتهي الأطفال ومخادع، بلإضافة إلى كونه فاشياً.

## نبذة تاريخية
اتباعاً لتقاليد علم التأويل عند كل من غوته وتوماس كارلايل وبينيديتو كروتشي، يصر كل من  بي دي جول وإي دي هيرستش جونيور- واللذان ينتميان إلى المقاصدية - على أن التفسير الصحيح للنص ما هو إلا انعكاس تام لمقصود المؤلف الحقيقي له. بيد أن رولان بارت قد نعى المؤلف الحقيقي  تحت وطأة البنيوية، قائلاً أن النص يتحدث عن نفسه حينما يُقرأ. كما اعتقد مناهضو المقاصدية  أمثال مونرو بيردسلي وروجر فاولر أن التفسير يجب أن يُستخرج من النص فقط. ورأوا أن القراء يجب ألا يخلطوا بين معنى النص ومقصد المؤلف الحقيقي، مشيرين إلى أنه يمكن للقارئ أن يفهم معنى النص دون معرفة أي شيء عن المؤلف.
أوجد واين سي بوث في كتابه The Rhetoric of Fiction عام 1961   مصطلح المؤلف الضمني للتمييز ما بين المؤلف الافتراضي للنص والمؤلف الحقيقي. وعلاوة على ذلك، اقترح مفهوم المؤلف المهني وهو تجميع لكل المؤلفين الضمنيين لجميع أعمال مؤلف معين.
كما اقترح سيمور شاتمان في عام 1978 مخطط الاتصال التالي لشرح العلاقة بين المؤلف الحقيقي والمؤلف الضمني والقارئ الضمني والقارئ الحقيقي:
مؤلف حقيقي ← [مؤلف ضمني ← (الراوي) ← (المُروى له في النص) ← قارئ ضمني] ← قارئ حقيقي 
ومن المهم الإشارة إلى أن كلاً من المؤلف الحقيقي والقارئ الحقيقي يُعدان عامودان أساسيان في بناء النص. فيما يعد كلٌ من المؤلف الضمني والراوي والمروى له والقارئ الضمني نتاج النص.فنستنتج من الرسم التخطيطي السابق، أن المؤلف الضمني ما هو إلا شخصية المؤلف الحقيقي التي يستخرجها القارئ من قراءته للنص. فعلى الرغم من أن المؤلف الضمني ليس هو المؤلف الحقيقي للعمل، إلا أنه هو المؤلف الذي يريد المؤلف الحقيقي للنص أن يقابله القارئ أثناء قراءة العمل. وبالمثل، فإن القارئ الضمني ليس هو القارئ الحقيقي للنص. ولكنه القارئ الذي يتصوره المؤلف الضمني عند كتابة نصٍ ما.
صاغ الناقد المعروف جيرارد جينيت مصطلح التبئيرعوضاً عن منظور قارئ النص  للتمييز ما بين السؤالين، من يرى؟ (المزاج العام للنص) ومن يتحدث؟ (ظاهر النص)"، على الرغم من أنه يقترح أن" يدرك "قد يكون أفضل من" يرى "، نظرًا لأنه أكثر وصفية.  واعترض في كتابه الخطاب السردي عام 1972 على تصنيفات بوث (من بين أمور أخرى)، واقترح ثلاثة مصطلحات لتنظيم الأعمال حسب الموقع البؤري:
انعدام التبئير
المؤلف الضمني هو مدرك لكل شيء بالنص، إذ يرى ويعرف كل شيء؛ فتكون رؤية من الخلف.
التبئير الداخلي
وفيه يكون المؤلف الضمني شخصية في القصة، يتحدث فيها عن انطباعاته؛ ويسرد القصة من منظوره.
التبئير الخارجي
وفيه يتحدث المؤلف الضمني بموضوعية، عن السلوك الخارجي للشخصيات في القصة؛ وتكون الرؤية من الخارج.
وزعم ميكي بال أن التبئير الذي أتى به جينيت لم يقتصر على المؤلف الضمني، بل اشتمل على راوي القصة أيضاً.
ويفترض سيمور تشاتمان  في كتابه الوصول إلى المصطلحات Coming to the Terms  أن القراءة هي  تبادل بين البشر الحقيقيين، ويستلزم بنائين وسيطين: أحدهما داخل النص، والذي يوجده القارئ وهو المؤلف الضمني، وآخر خارج النص، القارئ الضمني وهو الذي يفسر النص. ونظرًا لأن القارئ لا يمكنه الدخول في حوار مع المؤلف الضمني لتوضيح معنى أو تأكيد النص، كما يقول تشاتمان، فإن مفهوم المؤلف الضمني يمنع القارئ من افتراض أن النص يمثل وصولًا مباشرًا إلى المؤلف الحقيقي أو المتحدث الخيالي. كما يدافع شاتمان أيضًا عن أهمية المؤلف الضمني كمفهوم في دراسات الأفلام، وهو الذي يعارضه ديفيد بوردويل.

## الفهرس
- Juhl, P. D., Interpretation: An Essay in the Philosophy of Literary Criticism, 1981 ((ردمك 0691020337))
- إي. د. هيرش، Validity in Interpretation, 1967 ((ردمك 0300016921))
- رولان بارت، "La mort de l'auteur" (in French) 1968, in Image-Music-Text, translated in English 1977 ((ردمك 0374521360))
- مونرو بياردسلي، Aesthetics: Problems in the Philosophy of Criticism, 1958, 2nd ed. 1981 ((ردمك 091514509X))
- روجر فولر، Linguistic Criticism, 1986, 2nd ed. 1996 ((ردمك 0192892614))
- Genette, Gérard, "Figures III", 1972, Narrative Discourse: An Essay in Method, translated in English 1983 ((ردمك 0801492599))
- ميكي بال  [لغات أخرى]‏, "De theorie van vertellen en verhalen" (in Dutch) 1980, Narratology: introduction to the theory of narrative, translated in English 1985, 1997 ((ردمك 0802078060))
- سايمور تشاتمان، Coming to Terms: The Rhetric of Narrative in Fiction and Film, 1990 ((ردمك 0801497361))
- هانز جورج جادامير، Wahrheit und Methode. Grundzüge einer philosophischen Hermeneutik (in German) 1960, Truth and Method, translated in English 1989, 2nd ed. 2005 ((ردمك 082647697X))
- Sumioka, Teruaki Georges, The Grammar of Entertainment Film (in Japanese) 2005 ((ردمك 4845905744))